# Marsov monolit
Marsov monolit je pravokutni objekt, vjerojatno kamena gromada, otkriven na površini Marsa. Mars Reconnaissance Orbiter snimio ga je iz orbite, s udaljenost od oko 300 km. Kamera HiRISE koja je korištena za fotografiranje monolita ima rezoluciju od otprilike 30 cm po pikselu.
Otprilike u isto vrijeme, pojavile su se vijesti i o Fobosovom monolitu.

## Vanjske poveznice
- Kamene stijene i slojevi u kanjonu - NASA
- HRSC - ESA  Arhivirana inačica izvorne stranice od 21. travnja 2014. (Wayback Machine) (pregled područja slike HiRISE od Mars Expressa)
- HiRISE slika područja
- Vizualni vodič za lociranje gromade na explore-mars.esri.com
- Lokacija gromade na arcgis.com slikama Marsa